# Johann Christian Kittel

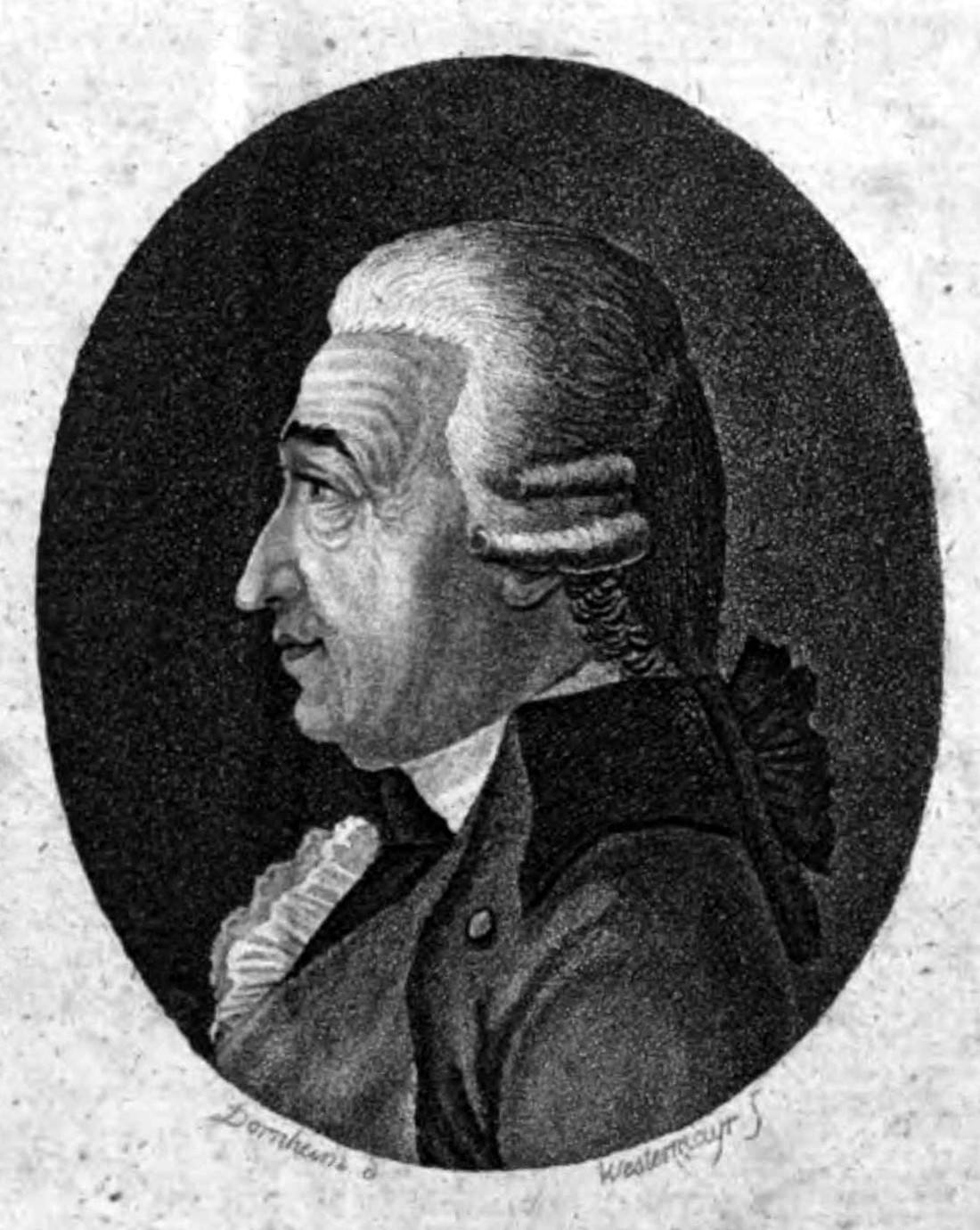
Johann Christian Kittel

Johann Christian Kittel (getauft am 18. Februar 1732 in Erfurt; † 17. April 1809 ebenda) war ein deutscher Organist und Komponist.

## Leben
Johann Christian Kittel entstammte einer protestantischen Familie. Er verbrachte seine Schulzeit an einer Predigerschule, später am Ratsgymnasium Erfurt. Undokumentiert ist eine eventuell spätere musikalische Ausbildung bei Jakob Adlung in Erfurt.
Im Alter von 16 Jahren ging er nach Leipzig, um Schüler von Johann Sebastian Bach zu werden. Dieser beschäftigte ihn mehrfach als seinen Begleiter bei Aufführungen. Nach Bachs Tod bekleidete Kittel die Position eines Organisten und Lehrers an einer Mädchenschule in Langensalza.
1756 wurde er als Organist an die Barfüßerkirche in Erfurt berufen, wo er sechs Jahre tätig war. Danach nahm er die Position des Organisten an der Predigerkirche an, wobei er die Nachfolge von Johann Pachelbel, Johann Heinrich Buttstedt sowie seines möglicherweise früheren Lehrers Adlung antrat.
Als einer der letzten Schüler Bachs erlangte er hohes Ansehen und lehrte in der Tradition Bachs viele Schüler.
Bewunderer seines Orgelspiels waren neben anderen Goethe, Johann Gottfried von Herder und Christoph Martin Wieland.
Im Jahr 1800 unternahm Kittel eine Konzertreise nach Hamburg, wo er sich anlässlich der Studien für sein Neues Choralbuch für Schleswig-Holstein kurzzeitig niederließ.
Als seine bedeutendsten Schüler gelten Johann Wilhelm Häßler, Karl Gottlieb Umbreit, Christian Heinrich Rinck sowie Michael Gotthard Fischer. Letzterer trat Kittels Nachfolge als Organist in Erfurt an.
Die Bedeutung Johann Christian Kittels ist vor allem in der Pflege und Weitergabe der Tradition von Bach und seiner Werke zu sehen, zumal er auch als dessen „letzter Schüler“ gilt. Hierbei legte er besonderen Wert auf die musikalische Gestaltung des Gottesdienstes und die Rolle des Orgelspiels. Seinen musikalischen Ehrgeiz verwandte er vor allem auf die Ausarbeitung spielbarer Orgelmusik.
In diesem Zusammenhang entstand auch ein dreibändiges Lehrbuch des Orgelspiels, das seinerzeit zu den herausragendsten Werken dieser Art zählte.
In Johann Christian Kittels Kompositionen zeigen sich Anregungen von Joseph Haydn und Wolfgang Amadeus Mozart, die er persönlich sehr verehrte.

## Werke (Auswahl)
- Der angehende praktische Organist. Erfurt 1801, 1803, 1808.
- Vierstimmige Choräle mit Vorspielen. Altona 1803 (Digitalisat)